# Livia Stagni
Livia Stagni (Roma, 3 de marzo de 1988) es una deportista italiana que compitió en esgrima, especialista en la modalidad de sable. Ganó dos medallas de bronce en el Campeonato Europeo de Esgrima, en los años 2009 y 2013.

## Palmarés internacional
| Campeonato Europeo | Campeonato Europeo | Campeonato Europeo | Campeonato Europeo |
| Año                | Lugar              | Medalla            | Prueba             |
| ------------------ | ------------------ | ------------------ | ------------------ |
| 2009               | Plovdiv (Bulgaria) | Medalla de bronce  | Sable por equipos  |
| 2013               | Zagreb (Croacia)   | Medalla de bronce  | Sable por equipos  |